# لی ریتناوئر
لی ریتناوئر (انگلیسی: Lee Ritenour؛ ‏‎/ˈrɪtnaʊər/‎ ‏ RIT-now-ər؛ ‏ زادهٔ ۱۱ ژانویهٔ ۱۹۵۲) نوازندهٔ گیتار جاز، موسیقی‌دان، آهنگساز و تهیه‌کننده موسیقی اهل ایالات متحده آمریکا است. وی از اواخر دههٔ ۱۹۶۰ میلادی تاکنون مشغول فعالیت بوده است.
وی کارش را از ۱۶ سالگی با نوازندگی برای ماماز اند پاپاز شروع کرد و دیری نپایید که تحت تأثیر وس مانتگامری به موسیقی جاز علاقمند شد. او دانش‌آموختهٔ نوازندگی گیتار در دانشگاه کالیفرنیای جنوبی است. در سال ۱۹۷۹، از قدرت و مهارت نوازندگی او برای «برای تقویت و ارتقا» یکی از سنگین‌ترین آهنگ‌های آلبوم دیوار پینک فلوید به نام «بدو بزن به چاک» سود بردند. او «نوازندهٔ گیتار ریتم» در تک‌آهنگ «یکی از دگرگونی‌های روحی من» بود بدون آنکه نامش در آلبوم ذکر شود. برخی از خوانندگانی که ترانه‌های ساخت او را اجرا کرده‌اند، عبارتند از: بیل چامپلین، پتی آستین، لیزا فیشر و مایکل مک‌دانلد. وی در سال ۲۰۱۱ برندهٔ جایزهٔ اکو در شاخهٔ «بهترین نوازندهٔ بین‌المللی» شد.
ریتناوئر بارها داور «جوایز انجمن موسیقی مستقل» بوده است. او در مجموع ۱۶ نامزد دریافت جوایز گرمی و یک‌بار برندهٔ آن بوده است.
لی ریتناوئر به‌عنوان نوازنده با هنرمندان بیشماری در ساخت و تولید تک‌آهنگ‌ها یا آلبوم‌هایشان همکاری داشته است که برخی از آنها عبارتند از:
- فرانک سیناترا (در آلبوم لس آنجلس بانوی من است)
- پینک فلوید (در آلبوم دیوار)
- استیلی دن (در آلبوم ایژا)
- کوئینسی جونز (در موسیقی ریشه‌ها)
- پتی آستین
- کارول بیر سیجر
- جورج بنسون
- ناتالی کول
- آریتا فرانکلین
- آرت گارفانکل
- ملیسا منچستر
- لیو سایر
- کارلی سایمون
- باربارا استرایسند
- هرب آلپرت
- پل آنکا
- استیون بیشاپ
- سیمونی
- لیسا هارتمن بلک
- بابی بلاند
- دبی بون
- گلن کمبل
- کیت کارادین
- شر
- جودی کالینز
- اسپارکس
- انگلند دن و جان فورد کولی
- جان دنور
- دایانا دی‌گارمو
- نیل دایمند
- شینا ایستون
- ایوان الیمن
- روبرتا فلک
- تد گاردستاد
- دیزی گیلیسپی
- مارسیا هاینز
- بی.بی. کینگ
- بن ئی. کینگ
- کارول کینگ
- پگی لی
- مری مک‌گرگور
- بری مانیلو
- لونت مک‌کی
- بت میدلر
- والتر مورفی
- آن ماری
- الیور نلسون
- الیویا نیوتن جان
- وین نیوتون
- فردا پاین
- جون پوینتر
- مینی ریپرتن
- سانی رالینز
- برندا راسل
- ایوی سندز
- لالو شیفرین
- دیان شوور
- نیل سداکا
- فرانکی والی
- سارا وان
- گراور واشینگتن جونیور